# Philip Wharton (3e baron Wharton)
Philip Wharton, 3e baron Wharton (1555-1625) est un pair anglais de la baronnie de Wharton. Wharton est nommé d'après son parrain, Philippe II d'Espagne.

## Biographie
Il hérite du titre de baron à l'âge de 17 ans. En août 1594, il voyage avec le comte de Sussex au château de Stirling pour des cérémonies et des masques lors du baptême du prince Henri d'Écosse.
Wharton est marié deux fois, d'abord à Frances Clifford, deuxième fille de Henry Clifford (2e comte de Cumberland), en 1577. Elle meurt en 1592 et vers 1597, il épouse Dorothy Colby (d. 1621). Il a deux fils de Frances Clifford (1) George qui épouse Anne Manners, fille de John Manners (4e comte de Rutland), et est tué dans un duel, sans descendance, et (2) Thomas de Aske qui meurt en 1622. Par conséquent, aucun des fils n'hérite de la baronnie qui est transmise à Philippe, le fils aîné de Thomas.
Wharton meurt en 1625 et est enterré à Healaugh.